# Micrura kulikovae
Micrura kulikovae är en djurart som tillhör fylumet slemmaskar, och som beskrevs av Chernyshev 1992. Micrura kulikovae ingår i släktet Micrura och familjen Lineidae. Inga underarter finns listade i Catalogue of Life.